# Nationaltheatret Station
 Ikke at forveksle med Nationaltheatret Station (T-bane).
Nationaltheatret Station (Nationaltheatret stasjon) er en jernbanestation som ligger under 7. juni-plassen i Oslo centrum, lige ved Nationaltheatret. Den er forbundet med T-banestationen med samme navn, med jernbanestationen liggende under T-banestationen. Nationaltheatret er Norges næst største jernbanestation målt i antal rejsende, efter Oslo Centralstation. 
Jernbanestationen ligger i Oslotunnelen mellem Skøyen Station og Oslo S, og blev åbnet 1. juni 1980. Den var den eneste undergrundsstation på det norske jernbanenet, indtil den nye Holmestrand Station åbnede i 2016.

## Historie
Indtil 1980 var jernbanenettet omkring Oslo reelt adskilt. Tog vestfra endte på Vestbanestasjonen, mens tog fra nord, øst og syd endte på Østbanestasjonen (nu Oslo S). Da Oslotunnelen åbnede blev jernbanenettet bundet sammen, og Vestbanestasjonen nedlagt. Samtidig åbnedes Nationaltheatret Station omkring 500 meter derfra. Der blev også bygget en anden station i tunnelen, Elisenberg, men der er aldrig blevet åbnet.
Oprindeligt var der kun én perron med spor på begge sider, men i 1999 blev der bygget en ny perron. Da stationen blev bygget i sin tid, var det meningen, at den skulle have haft en indgang fra vest, men den blev først etableret i forbindelse med, at stationen blev udvidet fra to til fire spor i slutningen af 1990'erne. Den vestlige indgang blev hædret med arkitekturprisen Houens Fonds Diplom i 2015.
Tidligere kørte fjerntog forbi Nationaltheatret uden at stoppe, men fra juni 2006 stopper nogle af dem ved stationen. Regionaltog, de fleste lokaltog i Osloområdet og flytoget stopper også på stationen.

## Udformning
Stationen har tre indgange: fra krydset Parkveien / Henrik Ibsens gate til vestenden af perronerne fra Munkedamsveien, og fra Studenterlunden ved Nationaltheaterbygningen i krydset Frederiks gate / Stortingsgata, de to sidste til østenden af perronerne. Gangafstanden mellem togstationen og T-banestationen er mindre end på Oslo S . 
Nationaltheatret station ligger 1,4 km fra Oslo S.

## Fodnoter
1. ↑  Flytogstation Nationaltheatret Arkiveret 20. september 2012 hos  Wayback Machine (Flytoget)
2. ↑  "Norske Jernbanestationer; Nathionaltheatret Station". Arkiveret fra originalen 13. september 2011. Hentet 13. juli 2012.
3. ↑  Nationaltheatret Station (Jernbaneverket)
4. ↑  "Nationaltheatret". Bane Nor. Arkiveret fra originalen 24. juni 2017. Hentet 29. juni 2017.